# 鶴居村
鶴居村（日语：／ Tsrui mura */?）位於北海道釧路綜合振興局中部、釧路市西北約40公里，為日本最美麗的村莊聯盟成員之一。當地以丹頂鶴的自然棲息地聞名，也因此將村子命名為鶴居。鶴居村南部鄰近釧路機場，北部則是丘陵地帶。當地以酪農業和農業為主，農民收入極高。因為鶴居村冬季為丹頂鶴的棲息地，因此帶動當地旅遊業的繁榮。 
鶴居村民享有優於其他地區的福利，村民在初中畢業之前的醫療費用全免，但相對的保險費用也較高。目前正在對日本首都圈的居民推廣移民計畫，吸引不少移民前來，使得當地人口開始增加。

## 歷史
- 1937年4月1日：鶴居村從舌辛村（現在的釧路市阿寒町）分割獨立設置，成為二級村。[2] [3]
- 1957年：依地方財政法，成為自主財政重建區。
- 1959年：重建計劃完成。

## 交通

### 機場
- 釧路機場（位於釧路市）

### 鐵路
- 境內無鐵路車站，距離最近的車站為北海道旅客鐵道根室本線釧路車站

### 道路
| 一般國道 - 國道274號 主要地方道 - 北海道道53號釧路鶴居弟子屈線 | 道道 - 北海道道243號阿寒標茶線 - 北海道道829號幌呂原野鶴居線 - 北海道道1093號阿寒公園鶴居線 |

## 觀光景點
- 釧路濕原：國指定天然記念物
- 鶴見台
- 鶴居伊藤野鳥保護區（页面存档备份，存于）

## 教育

### 中學校
| - 鶴居村立鶴居中學校 | - 鶴居村立幌呂中學校 |

### 小學校
| - 鶴居村立鶴居小學校 - 鶴居村立幌呂小學校 - 鶴居村立下幌呂小學校 | - 鶴居村立下久著呂小學校（已於2005年3月廢校） - 鶴居村立茂雪裡小學校（已於2003年3月廢校） |

## 本地出身的名人
- 伊藤良孝：出身於岩手縣北上市的酪農，致力於丹頂鶴的保護運動。
- ：於1962年起開始在鶴見台提供餌給丹頂鶴，致力於丹頂鶴的保護運動。
- 北村直人：政治家，曾任眾議院議員。